# Казань (Верхошижемский район)
Каза́нь —  деревня в Верхошижемском районе Кировской области России. Входит в состав Верхошижемского городского поселения.

## География
Деревня находится в центральной части Кировской области, в подзоне южной тайги, в бассейне реки Красная, на расстоянии 7,5 км к юго-западу от посёлка городского типа Верхошижемье, административного центра района, и 80 км к юго-западу от города Киров, административного центра области.

### Климат
Климат характеризуется как умеренно континентальный, с продолжительной снежной зимой и тёплым летом. Среднегодовая температура — 1,5 °C. Средняя температура воздуха самого холодного месяца (января) составляет −14,2 °C (абсолютный минимум — −45 °С); самого тёплого месяца (июля) — 17,8 °C (абсолютный максимум — 36 °С). Безморозный период длится в течение 122 дней. Годовое количество атмосферных осадков — 713 мм, из которых 441 мм выпадает в период с мая по октябрь. Снежный покров держится в течение 165 дней.

### Часовой пояс
Деревня Казань, как и вся Кировская область, находится в часовой зоне МСК (московское время). Смещение применяемого времени относительно UTC составляет +3:00.

## Население
| 2010 |
| ---- |
| 2    |

## Инфраструктура
Личное подсобное хозяйство с зоной сельскохозяйственного использования, индивидуальная застройка усадебного типа. Постоянное население имеется в 2 домохозяйствах.

## Транспорт
Вблизи деревни проходит тупиковая местная автодорога Верхошижемье — Верхолипово.